# Hatch (Utah)
Pour les articles homonymes, voir Hatch.
La ville de Hatch est située dans le comté de Garfield, dans l’État de l’Utah, aux États-Unis. Sa population s’élevait à 133 habitants lors du recensement de 2010, estimée à 140 habitants en 2016.
Hatch est à environ 350 km de Salt Lake City.

## Source
- (en) Cet article est partiellement ou en totalité issu de l’article de Wikipédia en anglais intitulé « Hatch, Utah » (voir la liste des auteurs).